# Kooperatív tanulás
A kooperatív tanulás  figyelembe veszi az ember korának megfelelő társadalmi kapcsolatait és az együttműködésre építve fejleszti a tanuló képességeit. A gyerek  nem úgy tanul, mintha csak a tanár lenne a tudás forrása (frontális oktatás), hanem a csoport valamennyi tagjának érdeke, hogy valamit megtanuljanak. Mivel tanulás közben kölcsönösen függnek egymástól, együttműködési képességeik biztosan fejlődnek, baráti viszonyok alakulnak ki köztük. Szaknyelven szólva: motiváltak közös célok elérésére, s közben fejlődnek kommunikációs képességeik, technikáik.

## Kulcsfogalmak
- Kooperatív: „Az a cselekvés, tény, hogy valaki, valami közösen, összhangban tevékenykedik”. (Bakos, 1979)
- Kooperáció: „Együttműködés, összedolgozás, a dolgozók együttes, szervezett részvétele ugyanabban a munkafolyamatban.” (Bakos, 1979)
- Kooperál: „1. együttműködik, 2. egymás kölcsönös megsegítése céljából két vagy több fél munkáját összehangolja; összedolgozik”. (Bakos, 1979)
- Kooperatív tanulás: „… együttes munkálkodás a közös cél érdekében. Összehangolt tevékenység, amely során kölcsönös a hatás pszichikai, szociális és intellektuális készségek fejlődésében egyaránt”. (Horváth, 1994)
- Tanulás: „A tanulás- szűken vett ismeretek és készségek elsajátításán túl- értékrendszerek és viszonyulásmódok, viselkedésminták befogadását is jelenti”. (Vastagh, 1999)
- Csoport: „Csoportnak nevezzük az egyének olyan együtteseit, amelyeket bizonyos közös ismérvek jellemeznek, kötnek össze. Az egyes csoportok tárgyalásánál meg szoktak különböztetni informális (elsődleges) csoportokat (társadalmi kiscsoportok) és formális (másodlagos) csoportokat (társadalmi nagycsoportok).” (Andorka, 1997)

## Kooperatív tanulásszervezés alapelvei
4 alapelv:
- Építő egymásrautaltság
- Egyéni felelősség
- Egyenlő részvétel
- Párhuzamos interakciók elve

### Építő egymásrautaltság
Építő egymásrautaltságról akkor beszélünk, ha az egyének vagy az egyes csoportok fejlődése pozitívan összefügg egymással; ha az egyik diák fejlődéséhez szükséges a másik diák fejlődése, ha az egyik csoport sikere egy másik csoport sikerétől függ.
Ha az egész csoport sikere mindegyik tag sikerének a függvénye, vagyis egy tag „bukása” mindenki „bukását” jelenti, akkor az egymásrautaltság nagyon erős. Ekkor a csoporttagok maximálisan érdekeltek társaik sikerében. Ilyen eset például az, ha a csoportsiker annak a függvénye, hogy: 
- minden egyes csoporttag feladatmegoldásának „hibátlannak” kell lennie,
- valamennyi csoporttagnak tudnia kell válaszolni bizonyos kérdésre,
- minden tagnak tudnia kell egy adott szabályt,
- el kell tudni mondani a közösen végzett kísérlet lefolyását,
- valamennyi tagnak le kell írnia a közös tevékenység vázlatát a projektnaplójába, stb.

Az egymásrautaltság erősödésével a kooperatív magatartás is fejlődik, kialakulásával párhuzamosan születik meg a diákokban a kooperatív viselkedésre késztető bajtársiasság érzése is.
A negatív egymásrautaltság viszont versengést szül. Ami az egyiknek nyereség, a másiknak veszteség; ha az osztályátlaghoz viszonyítva osztályozunk, ha csak egy-két dolgozatot emelünk ki a sok közül „ez a legjobb” megjegyzéssel, ha a jelentkezők közül mindig csak egyet szólítunk fel, vagy amikor mindenki a maga munkafüzetében, a maga tempójában, a többiektől teljesen függetlenül dolgozik, ha a diákok érdemjegyei is teljesen függetlenek mindenki másétól, akkor negatív egymásrautaltságot hozunk létre.

### Egyéni felelősség
Az egyéni felelősségtudat nagyban hozzájárul a kooperatív tanulási módszerek sikeréhez.
Az erős egymásrautaltságot létrehozó feladathelyzetekben mindenki felelős a saját munkájáért és egyben az egész csoport teljesítményéért. A csoportcélt csak az egyéni teljesítmények optimális elvégzése hozhatja létre. A csoportcélok erősítik az egyéni felelősséget, erőteljes javulást eredményeznek a tanulási teljesítményben.
Az olyan módszerek, amelyek csoportcélt tűznek ki és csoportos értékeléssel jutalmaznak, de nem teszik az egyes diákokat felelőssé azért, hogy hozzájárulnak-e a közös cél eléréséhez, nem hoznak javulást a tanulási teljesítményben.

### Egyenlő részvétel
A részvétel a tanulási siker egyik fontos feltétele. Magától nem jön létre az egyenlő részvétel, amint azt hagyományos frontális vagy önkéntességen alapuló csoportmunkánál feltételezni szokták.
Az egyenlő részvételt általában a részvételi normák szabályozásával (pl. szóforgó vagy csoportinterjú) vagy munkamegosztással lehet elérni. A munkamegosztás leginkább feladatok felosztásával érhető el (például az egyik diák az író családjával, gyerekkorával, a másik az életpályájával kapcsolatos adatokat, a harmadik a tanulmányait gyűjti össze, a negyedik a kiemelkedő műveit stb.). A munkamegosztás mindenkit a feladat egy részletéért tesz felelőssé, erősíti a személyes felelősséget, kiegyenlítettebbé teszi a részvételt.

### Párhuzamos interakciók elve
A kooperatív tanulás során a diákok között egyidejűleg zajlanak interakciók. Az ún. „egy szálon futó, hagyományos módszereket” alkalmazó tanórán legtöbbször egyszerre csak egy ember beszél. A diák csak akkor, ha felszólítják. Elmondja a mondandóját, a tanár reagál, de interakció még köztük, a felelő és a tanár között is csak ritkán jön létre. A diákok közti interakciók (a beszélgetés, a súgás) büntetendők.
A kooperatív tanulási technikák biztosítják, hogy a pár vagy a csoport tagjainak szükség esetén azonos lehetőségük legyen a kommunikációra.

## Kooperatív tanulás jellemzői
- Az értelmezés, tudatosítás mellett lehetőség van a kommunikációra, az átélésre, a megtapasztalásra, ebből kifolyólag szociális ismereteket közvetlenül tanít.
- Humánus, közvetlen irányítás mellett érvényesül a tanári segítő együttműködés, mely a proszociális nevelés szempontjából pozitív mintát közvetít és elősegíti a motiváltabb tanulást.
- Érvényesül az egyidejű, párhuzamos interakció alapelv, amely mindenkire kiterjed, és több szálon futó kommunikáció folyik a tanulók között, összefüggésben az érzelmi tényezőkkel, tapasztalatot szerezve a kontaktusteremtésben, a konfliktuskezelésben, az érdekérvényesítésben, a segítésben és együttműködésben.
- Egyenlő arányú részvétel megteremtésére törekszik, ahol mindenki egyenrangú félként dolgozhat. Cél, hogy mindenki szerepelhessen, érvényesíthesse önmagát a munka, az ellenőrzés a prezentáció és az értékelés során.
- Építő, pozitív egymásrautaltság érvényesül, mindenki érdekelt az előremenetelben, a csoport sikere érdekében. A tanulók sokkal érintettebbek, ezáltal aktívabbak és motiváltabbak lesznek.
- Segíti az egyéni és a közös felelősség kialakulását, a számonkérés lehetőségét.
- A mások és a csoport érdekeit is figyelembevevő attitűd jellemzi.
- Állandó együttműködés, kölcsönös támogatás van a csoport tagjai között. Mindezt rendszeresen átélik és gyakorolják.
- Érvényesül az empátia, a tolerancia, a kölcsönös bizalom. Nincs kirekesztés, elmagányosodás, mert a csoport felkarol, segít. Nagyobb az egymásra figyelés. Fejlődik a tanulók szociális érzékenysége társaik iránt.
- A fejlesztő, segítő értékelés van túlsúlyban, amelyre a változatosság, pozitivitás, többszintűség jellemző, a tanár ehhez igazítja a tanulást, a tanulási folyamatot. Elkülönül a tudás és a szociális ismeretek értékelése és nem csak a jegy a fontos, hanem az egyéni és közös eredmény és közös eredmény és feladatmegoldás. A tanulóknak a közösen megfogalmazott szabályokhoz, és értékekhez kell igazodni.
- Oldott, vidám légkör jellemzi, érvényesül az érzelmi motiváció, ráhatás, mely pozitív hatással van a tanulók aktivitására, a szociális értékek elsajátítására. A tanulók pszichikai megerősítést kapnak, ez segíti az emocionális fejlődést.

## Kooperatív tanulás feltételei
Az együttműködő tanulási forma megteremtéséhez elengedhetetlenül fontos mind a külső, mind a belső feltételek megteremtése. Ilyen külső feltétel pl. a megfelelően kialakított tér, a csoportok kialakítása, a csoportfejlesztés, a tanulók felkészítése az együttműködésre, a feladatok biztosítása, illetve a tanulásszervezés. A belső feltételek körébe- G. L. Huber (1987) szerint- a személyközi viták, a megbeszélések, a belső személyes konfliktusok, a felfedezési vágy, a kíváncsiság, az információk belsővé válása, az információk továbbadása, illetve a megvalósuló kompetenciák és készségek tartoznak.
A tanulók számára olyan lehetőségeket kell teremteni, amelyek segítik a kooperatív tanulást. Alapfeltétel a megfelelő tér kialakítása. A tanulók egymással szembefordulva csoportokban üljenek úgy, hogy a csoport tagjai jól lássák a táblát, elérjék a szükséges anyagokat, könnyen át tudják adni egymásnak az eszközöket, könnyen beszélhessenek egymással, úgy, hogy a halk beszéddel is megértsék egymást. Jó, ha az asztalok mozgathatók és van tér a teremben a rendezkedéshez és a szabad játékos feladatok lebonyolításához. Ebben a térben az oktató, a tanító szerepe is megváltozik, teljesen más lesz, mint frontális oktatás esetén. Itt a tanulás terepei válnak hangsúlyossá. Fontos, hogy a tanári asztal ne kerüljön központi helyre. Legyen az osztály otthonos, inger gazdag. Legyenek növények, kisállatok az osztályban. Az osztályterem egyik falát a gyerekek munkáinak kiállítására használjuk. 
A kooperatív tanulás során a gyerekek kettő-, négy-, hatfős csoportokban dolgoznak. A csoport tagjai közös célt képviselnek, ezért felosztják egymás között a feladatokat; mindenki felelős a saját munkájáért, együtt dolgoznak, ha szükséges, segítik egymást. A csoportmunkával kapcsolatban kezdettől azt a normát állítjuk fel, hogy a csoport minden tagjának feladata és felelőssége, hogy mindenki elkészüljön a feladattal, megtanulja az aktuális ismeretet. A diákok feladatköreinek megismerését szerepkártyák segítségével biztosíthatjuk.

## Kooperatív tanulás hatása
A kooperatív tanulás sokkal hasznosabb a csoportosan végzett munkával, ugyanis itt a tanulók együttműködésén van a hangsúly, mely által könnyebb a dolgok elsajátítása.
A munkában egyenlő eséllyel vehetnek részt a hátrányos helyzetű tanulók, valamint a lassabban haladók is.
	A kooperatív tanulás megtanítja a gyerekeknek, hogyan kell egymást segíteniük, elfogadni egymást, toleránsan viselkedni, háttérbe szorul a versengés, nem engedi mások kiszorítását a munkából.
A tapasztaltak szerint a diákok örömmel dolgoznak együtt, aktívabban tanulnak, mint más helyzetekben.
A helyes alkalmazás feltétele a nyitott, elfogadó pedagógiai attitűd, amely az alkalmazás során egyre jobban jellemzőjévé válik a pedagógusnak. 
A módszer fejleszti a gyermekek figyelmét, empátiáját, felelősségvállalását, önzetlen segítőkészségét, kommunikációját, szervezőkészségét, toleranciáját, tehát elengedhetetlen a későbbi munkára való felkészítéshez.
	A kooperatív tanulási módszerek nem csupán a tanórán alkalmazhatóak, hanem az iskolán kívüli tevékenységekbe is tökéletesen beépíthetőek.

## Kooperatív eszközök

### Diákkvartett
A diákkvartett a diákok spontán együtt-tanulásának, együttgondolkodásának csoporton belüli eszköze, Egyszerűen hagyjuk, hogy a csoporttagok egy feladat kapcsán közösen gondolkodjanak a megoldásokon, közösen jegyzeteljenek, s végül ellenőrizzék, hogy mindenki számára világos-e a közösen talált megoldás.

### Szóforgó és ablak
A szóforgó olyan csoporton belüli eszköz, amely az egyenlő esélyű részvételt biztosítja a munkában. Célszerű kezdetben egy-egy szereplőre bízni a szóforgó működtetését, hogy az irányított gyakorlással a csoportban természetessé váljon: mindenki hozzászól a témához, kérdez, válaszol, vagyis kommunikál a többiekkel.

### Csoportforgó
Egyenlő esélyű megnyilatkozás a közös tanulás során. A csoportfogó olyan csoportok közötti eszköz, amely egyenlő esélyű megnyilatkozást tesz lehetővé a csoportok között. Általánosan tekintve azt mondhatjuk, hogy a módszernek köszönhetően a csoportok sorban, egymás után, képviselőik útján, azonos időben, formában nyilatkoznak meg. A kiscsoportok csoporton belül végzett munkájának közös ellenőrzésére vagy részvételeiknek, kérdéseiknek összegzésére használhatjuk tehát különféle helyzetekben.

### Csoportmozaik
A csoportmozaik olyan kiscsoporton belüli módszer, amelynek lényege, hogy a tartalmi célokat szolgáló források (tananyag, könyvek, jegyzetek, tanulási segédeszközök stb.) mint egy egész témához tartozó részegységek, a csoporton belül szétosztva jutnak el a csoporttagokhoz. Vagyis úgy kell az együtt-tanuló kiscsoportoknak csoporton belül összerakniuk a rendelkezésükre álló anyagokat, mint a mozaik részeit. Azaz a csoportmozaik- a részegységek szétosztása után- mindig egyéni feldolgozással kezdődik, amelynek során a csoport tagjai más-más forráson, részegysége dolgoznak önállóan, és amelyet a későbbi lépések során adnak át a többieknek. 

### Szakértői mozaik
Kiscsoportok közötti együttműködés a közös tanulás során. A szakértői mozaik olyan kiscsoportok közötti módszer, amely a tartalmi célokat szolgáló források („tananyag”) csoportok közötti felosztására épül. A közös feldolgozásra elsajátításra szánt tartalmi rész felosztása annyiképpen lehetséges, ahány kooperatív projektterv készül.